# 小金丸造船
有限会社小金丸造船（こがねまるぞうせん）は、長崎県壱岐市にある造船・船舶修理事業者である。

## 概要
長崎県壱岐市の郷ノ浦港に造船所を設置している。現在はおもに小型内航貨物船等の小型鋼船の修繕事業を行っている。

## 主要設備
- 引揚船台：500GT 1基、300GT 3基[2]
- クレーン：20t及び5t橋型、2.8t、2.9t、2t各1基[1][2]

## 沿革
- 1921年（大正10年） - 創業[1]。